# Haloragis platycarpa
Haloragis platycarpa är en slingeväxtart som beskrevs av George Bentham. Haloragis platycarpa ingår i släktet Haloragis och familjen slingeväxter. Inga underarter finns listade i Catalogue of Life.